# 미국가막사리
미국가막사리는 국화과의 식물이다.

## 설명
미국가막사리는 일년생 식물로 보통 높이가 20~60cm로 자라지만, 1.8m에 이를수있다. 줄기는 단면이 정사각형이며 상단 근처에서 분기할 수 있다. 잎은 뾰족한 모양이며 일반적으로 길이가 6~8cm이다.